# Župnija Sežana
Župnija Sežana je rimskokatoliška teritorialna župnija kraške dekanije, ki je del Škofije Koper.
Sedež župnije je naselje Sežana, župnija pa obsega še zaselke Orlek, Dane pri Sežani in Šmarje pri Sežani ter Povir.

## Sakralni objekti
- cerkev sv. Martina - župnijska cerkev
- cerkev sv. Marije, Šmarje - podružnica

Od 1. januarja 2018  :
- cerkev sv. Petra, Povir -  podružnica
- cerkev sv. Jakoba, Povir
- cerkev sv. Andreja, Merče
- cerkev Marijinega vnebovzetja, Gura nad Povirjem
- Cerkev sv. Janeza Krstnika, Štorje

## Zgodovina
Sežana pred stoletji ni bila tako pomembna kot danes in zato tudi ni bila samostojna župnija, pač pa je spadala v župnijo Povir. Po dograditvi železniške proge Dunaj-Trst se je pomen Sežane močno povečal in leta 1862 je  Sežana postala samostojna župnija. 
Župnija Sežana je prvotno spadala v tržaško-koprsko škofijo, ustanovno pismo je podpisal tržaško-koprski škof Jernej Legat. 
Ker so se Sežanci obvezali, da bodo poskrbeli za stanovanje in prehrano za župnika in kaplana, so s tem dobili pravico, da župnika volijo. Za prvega sežanskega župnika je bil izvoljen Jožef Koman. Umestitev prvega župnika je potekala 25. januarja 1863 in to v slovenskem jeziku (kar za tisti čas ni bilo običajno).
Kmalu po ustanovitvi župnije se je število prebivalcev Sežane že tako povečalo, da so se župljani odločili za povečanje 
župnijske cerkve. Povečano cerkev je blagoslovil škof Janez Nepomuk Glavina na belo nedeljo leta 1883. Prenovitvena dela so bila popolnoma končana leta 1889.
Po prvi svetovni vojni je Sežana pripadla kraljevini Italiji, po drugi svetovni vojni pa Jugoslaviji (leta 1948). V tem času so bile ukinjene volitve župnika, saj mesto Sežana ni več izpolnjevalo pogojev (stanovanje in hrana). Župnika zdaj imenuje škof. Po dokončni ureditvi meje med Jugoslavijo in Italijo je bila leta 1977 ustanovljena koprska škofija in od takrat župnija Sežana spada v to škofijo.